# Teurthéville-Hague
Teurthéville-Hague è un comune francese di 919 abitanti situato nel dipartimento della Manica nella regione della Normandia.

## Società

### Evoluzione demografica
Abitanti censiti